# Benjamin Crooks

a Compétitions nationales et continentales officielles uniquement.

Benjamin Crooks dit Ben Crooks, né le 15 juin 1993 à Pontefract (Angleterre), est un joueur de rugby à XIII anglais évoluant au poste de centre ou d'ailier dans les années 2010 et 2020.
Formé à Hull FC, c'est avec ce club qu'il effectue ses premiers pas professionnels en Super League en 2012. Il s'impose à vingt ans comme titulaire au poste de centre à Hull FC prenant part à la finale de la Challenge Cup en 2013 perdue contre Wigan, est nommé meilleur jeune joueur de la Super League et est nommé dans l'équipe de rêve de Super League. En 2014, il a du mal à confirmer son talent précoce et est prêté en division inférieure à Doncaster. Il tente alors en 2015 de percer en National Rugby League en rejoignant les Eels de Parramatta mais n'y dispute aucune rencontre et reste en réserve avec Wentworthville. Il revient en 2016 en Super League en signant pour Castleford où après une saison il est prêté à Leigh puis transféré définitivement dans ce dernier, pour enfin rejoindre en fin d'année 2018 Hull KR.

## Biographie
Son père, Lee Crooks, est un ancien joueur de rugby à XIII qui a notamment été international britannique et anglais dans les années 1980 et 1990.

## Palmarès
| Hull FC (0)                        |
| ---------------------------------- |
| - Challenge Cup - Finaliste : 2013 |

### Distinctions personnelles
- Nommé dans l'équipe type de la Super League : 2013 (Hull FC)
- Meilleur jeune joueur de la Super League : 2013 (Hull FC)

### En club

#### Statistiques
| Saison | Club             | Compétition           | Matchs | Points | Essais | Goals | Drops |
| ------ | ---------------- | --------------------- | ------ | ------ | ------ | ----- | ----- |
| 2012   | Hull FC          | Super League          | 15     | 28     | 7      | 0     | 0     |
| 2013   | Hull FC          | Super League          | 18     | 86     | 20     | 3     | 0     |
| 2014   | Hull FC          | Super League          | 11     | 56     | 4      | 20    | 0     |
| 2014   | Doncaster        | Championship          | 3      | 20     | 5      | 0     | 0     |
| 2015   | Parramatta Eels  | National Rugby League | 0      | 0      | 0      | 0     | 0     |
| 2015   | Wentworthville   | New South Wales Cup   | 0      | 0      | 0      | 0     | 0     |
| 2016   | Castleford       | Super League          | 26     | 22     | 5      | 1     | 0     |
| 2017   | Leigh Centurions | Super League          | 22     | 24     | 6      | 0     | 0     |
| 2018   | Leigh Centurions | Championship          | 25     | 64     | 16     | 0     | 0     |
| 2018   | Hull KR          | Super League          | 1      | 0      | 0      | 0     | 0     |
| 2019   | Hull KR          | Super League          | 24     | 40     | 10     | 0     | 0     |
| 2020   | Hull KR          | Super League          | 5      | 28     | 7      | 0     | 0     |